# Don Bosco als Namensgeber
Der Name des hl. Don Bosco steht für zahlreiche nach ihm benannte geographische Objekte, Institutionen sowie Bau- und Kunstwerke.

## Geographische Objekte

### Europa
Albanien
- Don Bosco, Quartier in Tirana, Albanien

Belgien
- Don Bosco (Torhout),  Quartier in Belgien

Italien
- Castelnuovo Don Bosco, Gemeinde in Italien
  - Malvasia di Castelnuovo Don Bosco, ein nach dieser Stadt benanntes Weinbaugebiet
- Don Bosco (Bozen), Stadtbezirk von Bozen in Italien
- Don Bosco (Latium), Quartier in Latium, Italien
- San Giovanni Bosco (Acireale), Ortschaft in Italien
- Don Bosco (Rom), Quartier in Rom, Italien

Österreich
- Graz-Don Bosco, Ortslage im fünften Gemeindebezirk Gries, Steiermark, Österreich

### Lateinamerika
Argentinien
- Don Bosco (Buenos Aires), Stadtviertel in Argentinien
- Don Bosco II, Stadt in Argentinien
- Don Bosco (Chubut), Ortschaft in Argentinien
- Villa Don Bosco, Ort in Argentinien

Bolivien
- Naranjal Don Bosco, Ortschaft in Bolivien

Brasilien
- Dom Bosco (Minas Gerais), Gemeinde in Brasilien
- Dom Bosco (Belo Horizonte), Stadtteil von Belo Horizonte in Brasilien
- Dom Bosco (Cariacica), Stadtteil von Cariacica in Brasilien
- Dom Bosco (Volta Redonda), Stadtteil von Volta Redonda in Brasilien

Ecuador
- San Juan Bosco (Kanton), Kanton in Ecuador
- San Juan Bosco (Ecuador), Stadt in Ecuador

Kolumbien
- Don Bosco (Kolumbien), Ortschaft in Kolumbien

## Religiöse Lebensgemeinschaften
- Salesianer Don Boscos
- Don-Bosco-Schwestern
- Salesianische Mitarbeiter Don Boscos
- Volontarie Don Boscos

## Institutionen und Organisationen
Bildungseinrichtungen
- Kindergärten, Kinderhorte und Kindertagesstätten in: Augsburg (FMA), Bad Urach, Baumkirchen (FMA), Benediktbeuern (FMA), Büren, Bludenz, Burglengenfeld, Dietenheim, Dresden, Essen-Borbeck (FMA), Freiburg im Breisgau, Forchheim (SDB), Geldern, Gelsenkirchen-Scholven (FMA), Germering, Göppingen, Günzburg, Hanau, Haßloch, Hilpoltstein-Zell, Höchstädt an der Donau, Höltinghausen, Hamburg-Neugraben, Illertissen, Kehl-Goldscheuer, Lahr, Leipzig, Lembeck, Lingen, Markgröningen, Menden, Mosbach-Neckarelz, Mülheim-Kärlich, Mutlangen, Neubeckum, Neustadt bei Coburg, Pegnitz, Rottenburg am Neckar-Kiebingen, Suebenheim, Schwabmünchen, Singen, Steinfurt, Straubing, Tuttlingen, Velbert, Waltrop, Weil am Rhein, Wien, Wiesenfelden, Wipperfürth
- Schulen in Deutschland: Ahaus, Bad Kreuznach, Cloppenburg (2004 in Marienschule überführt), Düsseldorf, Duisburg, Erftstadt, Essen, Geldern, Harsewinkel (aufgelöst zum Schuljahr 2009/2010), Hegenberg, Herdorf, Ingolstadt, Künzell, Leutkirch, Leverkusen, Marktoberdorf, Niederkirchen bei Deidesheim, Salzkotten, Seligenstadt, Telgte, Wiltingen, Rostock
  - Grundschulen in: Ahlen, Bann, Bochum, Bonn, Duisburg, Düsseldorf-Oberkassel, Eschweiler, Ettenkirch, Gelsenkirchen, Haan, Hürth, Krefeld, Köln, Langenfeld, Lembeck, Leverkusen, Lutten, Münster, Neuforweiler, Niederkirchen bei Deidesheim, Recklinghausen, Rostock, Saarbrücken, Wennemen, Wolsfeld
  - Hauptschulen in: Billerbeck, Gescher, Hildesheim, Rheine-Mesum, Steinfeld, Wien, Wolsfeld
  - Realschulen in: Hildesheim, Steinfeld
  - Don-Bosco-Gymnasium
  - Berufsschulen in: Aschau am Inn/Waldwinkel (SDB), Mettenheim (SDB), Würzburg (SDB), Burgstädt (SDB)
  - Förderschulen in: Ahaus, Bad Neuenahr-Ahrweiler, Grafenau, Harsewinkel, Haselünne, Höchstadt, Ingolstadt, Leutkirch, Lippstadt, Marktoberdorf, Recke-Espel, Stappenbach, Verne
- Weitere Schulen: Don Bosco School Bandel, Indien
- Hochschulen: Universidad Nacional de la Patagonia San Juan Bosco in Comodoro Rivadavia, Argentinien

Soziale Einrichtungen
- Don Bosco Mission Bonn
- Don Bosco Stiftung München
- Salesianer Don Boscos
- Heime bzw. Jugendhilfeeinrichtungen in: Furtwangen (ehemals SDB), Hagen, Klagenfurt, Nürnberg, Viersen, Wien, Aachen, Helenenberg (SDB), Jünkerath (SDB)
  - Kinderheime in: Osnabrück, Penzberg
  - Jugendheime in: Beuel, Brassert (Marl), Fulpmes, Klagenfurt, Konstanz (SDB), München, Sannerz (SDB), Wien, Würzburg (SDB), Regensburg
- Jugendherbergen in: Benediktbeuern (SDB), Bamberg-Bug, Forchheim (SDB), Wien (SDB)
- Jugendhaus in: Mainz, Söflingen
- Jugendwohngruppe in: Groß-Zimmern
- Clubs in: Benediktbeuern (SDB), Essen (SDB), Köln-Mülheim (SDB), Trier (SDB)
- Zentren in: Magdeburg (FMA), Regensburg (SDB)
- Altersheime in: Bozen
- Apotheken in: Augsburg, El Bolsón (Argentinien), Forchheim, Fürstenfeldbruck, Rheine-Mesum, Bozen (Italien)

Weitere Einrichtungen und Organisationen
- Museo di scienze naturali San Giovanni Bosco, Naturkundemuseum in Alassio, Italien
- Don Bosco Verlag (SDB)
- DJK Don Bosco Bamberg 1950 e.V., Sportverein aus Bamberg
- Hotel Don Bosco in Aschau am Inn, Deutschland
- Dom Bosco (Sambaschule) in São Paulo, Brasilien
- Don Bosco Hotel School in Sihanoukville,  Kambodscha

## Bauwerke
- zahlreiche Kirchen und Kapellen, siehe Don-Bosco-Kirche
- San Bosco Estación, Bahnhofsstation für den Güterverkehr der Stadt Cali in Kolumbien.
- Estación Don Bosco, Bahnhofsstation in Don Bosco (Buenos Aires) in Argentinien.
- Parc Saint-Jean-Bosco in Québec, Kanada
- Don-Bosco-Straße